# Brian Torff

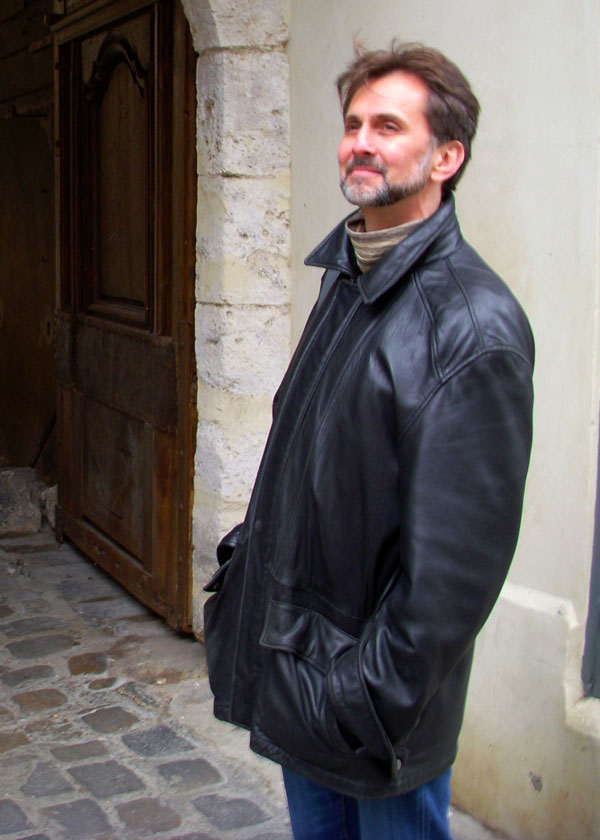
Brian Torff (2010)

Brian Quade Torff (* 16. März 1954 in Chicago, Illinois) ist ein amerikanischer Bassist des Modern Jazz, der zudem regelmäßig für Orchester wie die Boston Pops, das Los Angeles Philharmonic Orchestra oder Pittsburgh Symphony Orchestra komponiert.

## Leben und Wirken
Torff studierte Kontrabass sowohl an der Manhattan School of Music als auch am Berklee College of Music. 1974 begleitete er Cleo Laine und dann ab 1975 Erroll Garner. Daneben nahm er ein Duoalbum mit Mary Lou Williams auf (Live at the Cookery). Mit Stéphane Grappelli war er ab 1976 mehrfach auf weltweiten Tourneen. Ende der 1970er arbeitete er im Trio mit Marian McPartland und Jake Hanna. Zwischen 1979 und 1982 bildete er ein Duo mit George Shearing. Weiterhin arbeitete er mit Hank Jones, Clark Terry, James Moody, Jimmy Cobb und Red Rodney. Seit 1995 leitete er die Gruppe Union, zu der Paul Wertico und Laurence Hobgood gehörten, und war zudem mit Dave Samuels, John Etheridge und Larry Coryell unterwegs. Er ist zudem auf Aufnahmen von so unterschiedlichen Musikern wie Sonny Stitt, Dave Amram, Roy Kral, Oliver Nelson, Carrie Smith, Tony Bennett, Henry Mancini, Milt Hinton oder Toots Thielemans zu hören. 2009 legte er seine Autobiographie In Love With Voices: A Jazz Memoir vor.
Torff war als Hochschullehrer an der Fairfield University seit 1993 für deren Jazzprogramm verantwortlich und leitete das Django Reinhardt New York Festival. Weiterhin gehörte er dem Advisory Board des National Endowment for the Arts an und ist auch als Jazzautor hervorgetreten.

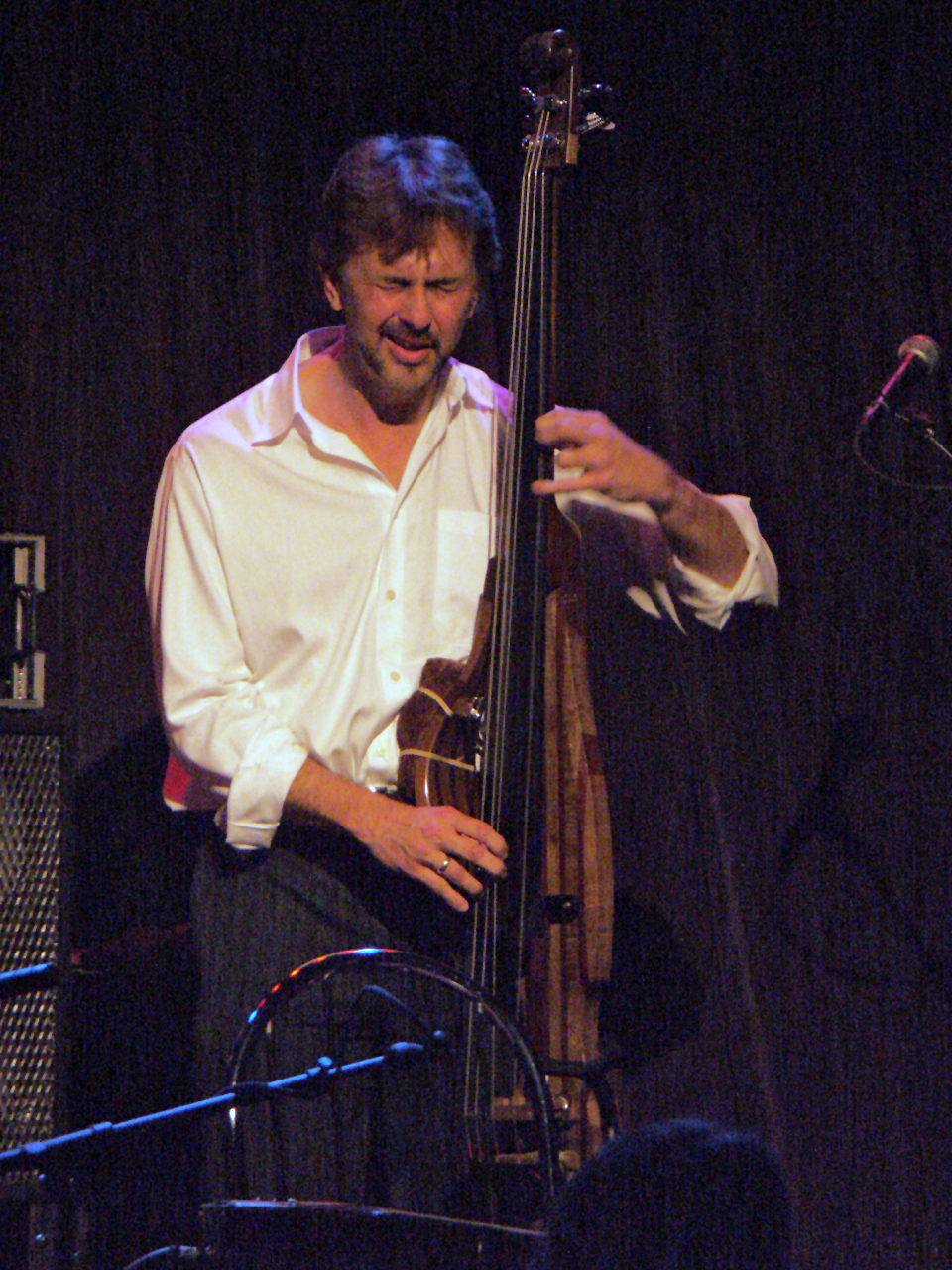
Brian Torff (2005)

## Diskographische Hinweise
- George Shearing: Blues Alley & Jazz (1979)
- George Shearing: On a Clear Day (1980)
- Manhattan Hoe Down (1984)
- Working on a Bassline (1997, mit Joe Beck und Grisha Alexiev)
- State of the Union (1998)
- Life in East Bumblepuck (2006)
- Brian Q. Torff and New Duke: Post Authentic World (2017)

## Lexigraphische Einträge
- Leonard Feather, Ira Gitler: The Biographical Encyclopedia of Jazz. Oxford University Press, New York 1999, ISBN 0-19-532000-X.
- Martin Kunzler: Jazz-Lexikon. Band 2: M–Z (= rororo-Sachbuch. Bd. 16513). 2. Auflage. Rowohlt, Reinbek bei Hamburg 2004, ISBN 3-499-16513-9.